# Campionati statunitensi di triathlon
La Federazione statunitense di triathlon organizza dal 1983 i Campionati statunitensi di triathlon. Si disputano con cadenza annuale.

## Albo d'oro

### Uomini
| Anno | Oro              | Argento           | Bronzo           |
| ---- | ---------------- | ----------------- | ---------------- |
| 1983 | Scott Molina     | Scott Tinley      | Robert Roller    |
| 1984 | Scott Molina     | Curtis Alitz      | Scott Tinley     |
| 1985 | Scott Molina     | Mark Allen        | Scott Tinley     |
| 1986 | Scott Molina     |                   |                  |
| 1987 | Mike Pigg        | Mark Allen        | Ken Glah         |
| 1988 | Mike Pigg        | Ken Glah          | Lance Armstrong  |
| 1989 | Ken Glah         | Scott Molina      | Brad Kearns      |
| 1990 | Scott Molina     | Mike Pigg         | Andrew Carlson   |
| 1991 | Mike Pigg        | Jimmy Riccitello  | Harold Robinson  |
| 1992 | Mike Pigg        | Wes Hobson        | Ken Glah         |
| 1993 | Bill Braun       | Ken Glah          | Wes Hobson       |
| 1994 | Scott Molina     | Tim DeBoom        | Andrew Carlson   |
| 1995 | Jeff Devlin      | Darren Wood       | Ken Glah         |
| 1996 | Jeff Devlin      | Darren Wood       | Cameron Widoff   |
| 1997 | Cameron Widoff   | Mike Pigg         | Ryan Bolton      |
| 1998 | Hunter Kemper    | Nick Radkewich    | Wes Hobson       |
| 1999 | Hunter Kemper    | Cameron Widoff    | Alec Rukosuev    |
| 2000 | Marcel Vifian    | Tim Deboom        | Wes Hobson       |
| 2001 | Hunter Kemper    | Brian Fleischmann | Nick Radkewich   |
| 2002 | Seth Wealing     | Tim Kitching      | Andrew Kelsey    |
| 2003 | Hunter Kemper    | Brian Fleischmann | Victor Plata     |
| 2004 | Matthew Reed     | Victor Plata      | Derek Kite       |
| 2005 | Hunter Kemper    | Andy Potts        | Matthew Reed     |
| 2006 | Hunter Kemper    | Andy Potts        | Matthew Reed     |
| 2007 | Andy Potts       | Brian Fleischmann | Jarrod Shoemaker |
| 2008 | Matthew Reed     | Joe Umphenour     | Ethan Brown      |
| 2009 | Matt Chrabot     | Timothy O'Donnell | Matthew Reed     |
| 2010 | Jarrod Shoemaker | Timothy O'Donnell | Matt Chrabot     |
| 2011 | Hunter Kemper    | Kaleb Vanort      | Jarrod Shoemaker |
| 2012 | Jarrod Shoemaker | Greg Billington   | Joe Maloy        |
| 2013 | Matt Chrabot     | Joe Maloy         | Hunter Kemper    |
| 2014 | Joe Maloy        | Hunter Kemper     | William Huffman  |
| 2015 | Ben Kanute       | Kevin McDowell    | Sean Jefferson   |
| 2016 | anno olimpico    | anno olimpico     | anno olimpico    |
| 2017 | Kevin McDowell   | Tony Smoragiewicz | Tommy Zaferes    |
| 2018 | Morgan Pearson   | Jason West        | William Huffman  |

### Donne
| Anno | Oro                | Argento             | Bronzo              |
| ---- | ------------------ | ------------------- | ------------------- |
| 1983 | Sylviane Puntous   | Patricia Puntous    | Julie Moss          |
| 1984 | Beth Mitchell      | Jann Girard         | Diane Israel        |
| 1985 | Linda Buchanan     | Sylviane Puntous    | Joy Hansen          |
| 1986 | Kirsten Hanssen    |                     |                     |
| 1987 | Kirsten Hanssen    | Jan Ripple          | Joy Hansen          |
| 1988 | Colleen Cannon     | Paula Newby-Fraser  | Karen Smyers        |
| 1989 | Jan Ripple         | Karen Smyers        | Paula Newby-Fraser  |
| 1990 | Karen Smyers       | Joy Hansen          | Colleen Cannon      |
| 1991 | Karen Smyers       | Joy Hansen          | Melissa Mantak      |
| 1992 | Karen Smyers       | Melissa Mantak      | Joy Hansen          |
| 1993 | Karen Smyers       | Joy Hansen          | Donna Peters        |
| 1994 | Karen Smyers       | Martha Sorensen     | Gail Laurence       |
| 1995 | Karen Smyers       | Gail Laurence       | Julianna Nievergelt |
| 1996 | Susan Latshaw      | Julianna Nievergelt | Sian Welch          |
| 1997 | Sian Welch         | Martha Sorensen     | Maryellen Powers    |
| 1998 | Siri Lindley       | Joanna Zeiger       | Susan Bartholomew   |
| 1999 | Barbara Lindquist  | Joanna Zeiger       | Karen Smyers        |
| 2000 | Joanna Zeiger      | Siri Lindley        | Barbara Lindquist   |
| 2001 | Karen Smyers       | Barbara Lindquist   | Laura Reback        |
| 2002 | Barbara Lindquist  | Sheila Taormina     | Gia White           |
| 2003 | Laura Reback       | Joanna Zeiger       | Becky Lavelle       |
| 2004 | Courtney Bennigson | Karen Smyers        | Sarah Haskins       |
| 2005 | Becky Lavelle      | Barbara Lindquist   | Laura Bennett       |
| 2006 | Sarah Haskins      | Sara McLarty        | Laura Bennett       |
| 2007 | Julie Ertel        | Sarah Haskins       | Laura Bennett       |
| 2008 | Julie Ertel        | Sarah Haskins       | Sarah Groff         |
| 2009 | Jasmine Oeinck     | Jenna Shoemaker     | Hayley Peirsol      |
| 2010 | Laura Bennett      | Sarah Groff         | Nicole Kelleher     |
| 2011 | Laura Bennett      | Gwen Jorgensen      | Kaitlin Shiver      |
| 2012 | Sarah Haskins      | Kaitlin Shiver      | Anna Battiata       |
| 2013 | Gwen Jorgensen     | Sarah True          | Julie Ertel         |
| 2014 | Gwen Jorgensen     | Kaitlin Donner      | Lindsey Jerdonek    |
| 2015 | Gwen Jorgensen     | Sarah True          | Katie Zaferes       |
| 2016 | anno olimpico      | anno olimpico       | anno olimpico       |
| 2017 | Chelsea Sodaro     | Taylor Spivey       | Chelsea Burns       |
| 2018 | Renee Tomlin       | Kirsten Kasper      | Taylor Spivey       |

## Edizioni
| Anno | Sede                             |
| ---- | -------------------------------- |
| 1983 | Bass Lake - California           |
| 1984 | Bass Lake - California           |
| 1985 | Hilton Head Island - Sea Islands |
| 1986 | Hilton Head Island - Sea Islands |
| 1987 | Hilton Head Island - Sea Islands |
| 1988 | Wilkes-Barre - Pennsylvania      |
| 1989 | Chicago - Illinois               |
| 1990 | Cleveland - Ohio                 |
| 1991 | Cleveland - Ohio                 |
| 1992 | Wilkes-Barre - Pennsylvania      |
| 1993 | Cleveland - Ohio                 |
| 1994 | Cleveland - Ohio                 |
| 1995 | St. Joseph - Michigan            |
| 1996 | St. Joseph - Michigan            |
| 1997 | St. Joseph - Michigan            |
| 1998 | Oceanside - California           |
| 1999 | Chicago - Illinois               |
| 2000 | Chicago - Illinois               |
| 2001 | New York - New York              |
| 2002 | New York - New York              |
| 2003 | San Francisco - California       |
| 2004 | Boston - Massachusetts           |
| 2005 | Bellingham - Washington          |
| 2006 | Long Beach - California          |
| 2007 | Honolulu - Hawaii                |
| 2008 | Hagg Lake - Oregon               |
| 2009 | Tuscaloosa - Alabama             |
| 2010 | Tuscaloosa - Alabama             |
| 2011 | Buffalo - New York               |
| 2012 | Buffalo - New York               |
| 2013 | Milwaukee - Wisconsin            |
| 2014 | Milwaukee - Wisconsin            |
| 2015 | Chicago - Illinois               |
| 2016 | Anno olimpico                    |
| 2017 | Sarasota - Florida               |
| 2018 | Sarasota - Florida               |